# Henryk Niedźwiedzki
Henryk Władysław Niedźwiedzki est un boxeur polonais né le 6 avril 1933 à Niedźwiady et mort le 9 février 2018.

## Carrière
Il participe aux Jeux olympiques d'été de 1956 en combattant dans la catégorie des poids plumes et remporte la médaille de bronze.

### Parcours auxJeux olympiques
Jeux olympiques d'été de 1956 à Melbourne (poids plumes) :
- Bat Len Leisching (États-Unis) aux points
- Bat Tristán Falfán (Argentine) par abandon à l'issue du premier round
- Perd contre Vladimir Safronov (URSS) aux points

## Référence
1. ↑  (en) Résultats des Jeux olympiques 1956 (amateur-boxing.strefa.pl)